# Arnaldo Gardella
Arnaldo Gardella (Milano, 27 agosto 1873 – Milano, 12 marzo 1928) è stato un ingegnere e designer italiano.
Noto soprattutto per essere il padre dell'architetto Ignazio Gardella, ha lasciato un'impronta significativa sull'architettura della città di Alessandria.

Lavorò in società con l'ingegner Luigi Martini. Fu attivo principalmente nei territori dell'alessandrino, del tortonese e della Valle Scrivia.

## Formazione e opere
Si diplomò nel 1892 presso il liceo classico Beccaria. Conseguì la laurea in Ingegneria civile a Milano nel 1897.

### Architettura
Tra le opere progettate dal Gardella e dal Martini si ricordano:
- 1906 - Albergo Europa a Tortona;
- 1908 - Ospedale a Tortona;
- 1914 - Policlinico di Pavia e Casa di cura Crespi.

Diverse sono le opere realizzate per la famiglia di imprenditori Borsalino:
- 1923 - Casa della Divina Provvidenza;
- 1925 - Palazzo Borsalino, la nuova fabbrica destinata a sostituire quella preesistente;
- 1928 - Sanatorio antitubercolare di Alessandria, la cui progettazione fu completata dopo la morte del Gardella dal figlio Ignazio.

### Design
- Palazzo Borsalino ospita il Museo del Cappello Borsalino. Nella Sala Campioni del museo sono presenti armadi appositamente disegnati da Arnaldo Gardella negli anni Venti, che conservano una raccolta di alcune migliaia di modelli di cappelli.[2]